# Semence (agriculture)
Pour les articles homonymes, voir Semence.
 (mars 2019).
Si vous disposez d'ouvrages ou d'articles de référence ou si vous connaissez des sites web de qualité traitant du thème abordé ici, merci de compléter l'article en donnant les références utiles à sa vérifiabilité et en les liant à la section « Notes et références ».
En agriculture, les semences sont des graines (traitées et sélectionnées), ou par extension d’autres organes de reproduction (bulbes, tubercules qui devraient plutôt être appelés "plants" puisqu'ils se plantent et ne se sèment pas), sélectionnées pour être semées. Premier intrant de la culture, la semence fait partie des produits consommables de l'agrofourniture.

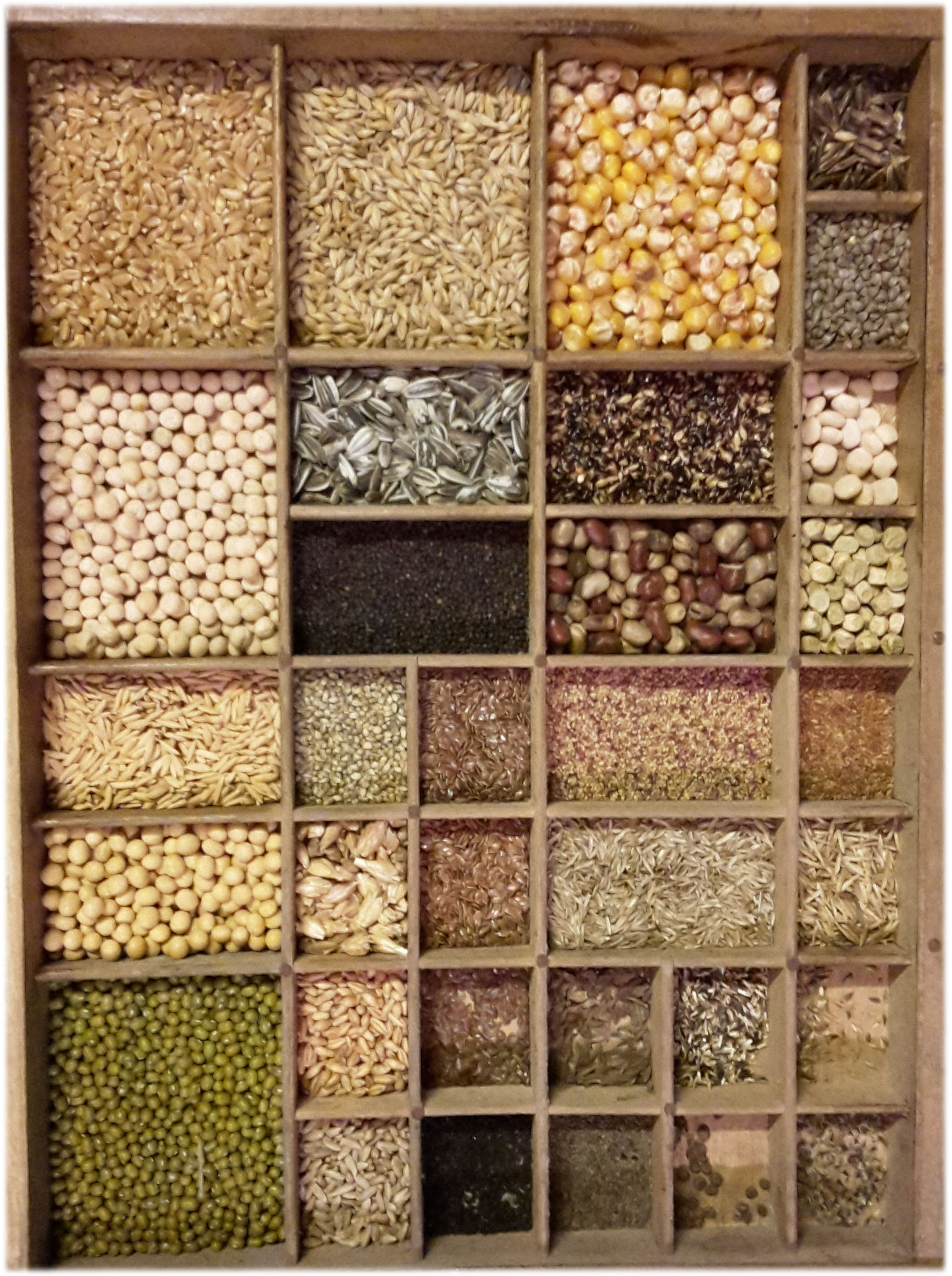
Semences de différentes espèces cultivées.

## Définition
Semence vient, au travers du latin, du grec sperma = semence, germe. Ce terme a également donné le terme sperme. Par analogie il a pris en agriculture le sens de graine que l’on sème en vue d’une récolte.

## Histoire de la semence
Depuis les débuts de l’agriculture (il y a plus de 10 000 ans), les premiers agriculteurs mettaient à part les graines des plants répondant au mieux à certains critères agronomiques (grosseurs, facilité à se débarrasser de l’enveloppe, résistance…), ou sociaux (beauté, appétence, identité). Ils ne consommaient pas les graines ainsi sélectionnées et les replantaient la campagne suivante.
La migration des populations agricoles, la colonisation de nouveaux espaces, le morcellement des établissements, ont induit une sélection différenciée d'une région à l’autre. Les peuples agriculteurs ont en effet acclimaté les espèces à l’environnement local. Cette acclimatation a conduit à l’apparition de variétés locales qui constituent la biodiversité domestique.

## Types de semences
On distingue deux grand types biologiques de semences selon la teneur en eau des espèces :
- les semences dites « orthodoxes » qui sont les plus nombreuses. Ce sont les semences de la grande majorité des espèces cultivées qu'elles soient vivaces, annuelles ou bisannuelles. Elles ont subi une phase de déhydratation au cours de leur développement. Leur teneur en matière sèche est comprise entre 5 et 12 %. Elles survivent dans cet état mais leur métabolisme est réduit et exige un apport d'eau pour germer[1].
- les semences dites « récalcitrantes » (à la dessication). Leur teneur en eau varie de 20 à 80 %. Leur germination doit avoir lieu dès qu'elles tombent sur le sol sinon elles meurent. Il s'agit principalement d'espèces d'arbres cultivés des pays tempérés (noyer, chataignier, marronnier, ...) et d'espèces de pays chauds (avocatier, citrus, litchi, manguier, hévéa, longanier,...)[1].

Pour les semences orthodoxes des espèces cultivées, on distingue ,:  

### Les semences certifiées
En Europe, pour les grandes cultures elles représentent la majorité des semences utilisées.
Leur production est principalement assurée par  des agriculteurs multiplicateurs qui passent des contrats avec des entreprises semencières spécialisées dans la sélection, la production et la commercialisation de semences. Une fois multipliées les semences sont livrées aux entreprises semencières pour être triées, calibrées, traitées et conditionnées dans leurs stations de semences. Après contrôles, elles sont commercialisées sous forme de semences certifiées.
Dans la plupart des pays, la mise en marché des semences est réglementée pour éviter les fraudes et pour éviter la commercialisation de semences présentant des défauts majeurs.
Dans le cas d’espèces autres que celles de grandes cultures. La certification est facultative. C’est-à-dire que les contrôles n’ont lieu que de manière aléatoire, postérieurement à la mise en marché. car leur qualité est sous la responsabilité de l'entreprise semencière qui les commercialise. Les semences ne sont pas certifiées mais sont dites "standards".

### Les semences de base
Les semences de base ou de pré-base sont les semences mères produites généralement à partir de semences d'origine par les sélectionneurs ou les mainteneurs grâce à la sélection conservatrice. Elles sont utilisées par les agriculteurs multiplicateurs pour produire les semences certifiées.

### Les semences de ferme
En France, on parle de semence fermière ou de semence de ferme lorsqu'un agriculteur ressème une partie de sa récolte issue de semences pouvant être certifiées c'est-à-dire achetées à un semencier, après avoir trié et calibré sa récolte (à l'aide d'un trieur mobile).

### Les semences paysannes
En France, le terme semences paysannes est utilisé depuis quelques années notamment par un mouvement regroupant des organisations paysannes, biologiques, biodynamiques ou conventionnelles, des organisations de protection de l'environnement, pour désigner des semences sélectionnées par les paysans et produites sur la ferme.

### Les semences biologiques
Il s'agit de l'ensemble des différents types de semences produites selon le cahier des charges de l'agriculture biologique.

## Économie en France
En France la filière semence représente en 2023 :
- près de 70 entreprises de sélection ;
- plus de 250 entreprises de production ;
- 11 000 emplois dans les entreprises de sélection et de production ;
- environ 17 000 agriculteurs multiplicateurs ;
- plus de 5 600 entreprises de distribution (coopératives, négoces agricoles, jardineries, etc.) qui vendent à près de 390 000 agriculteurs et à près de 16,5 millions de jardiniers amateurs.

Les surfaces en multiplication de semences et plants occupent en France près de 380 000 ha pour une production totale de plus de 1 300 000 tonnes. Les surfaces en multiplication de semences biologiques représentent 23 000 ha cultivées par 1 400 agriculteurs multiplicateurs.
Les entreprises de sélection et de production de semences (ou semenciers) sont de tailles très variables, depuis des associations, en passant par des PME, jusqu’à des grands groupes internationaux.
Le premier groupe semencier d'origine française est Vilmorin-Limagrain qui contrôle entre autres les entreprises: Clause, Tézier, LG-seeds, Verneuil, AgReliant, etc. Il possède des filiales dans de nombreux pays.
La France est le premier pays producteur de semence en Europe et le premier exportateur mondial, devant les Pays-Bas et les États-Unis.
Le chiffre d'affaires du secteur semences de la France est évalué au stade de gros à 3,9 milliards d’euros pour la campagne 2022-2023. Les exportations représentent plus de 2 milliards d'euros soit plus de 50 % du chiffres d'affaires et sont particulièrement importantes dans le secteur du maïs et des espèces potagères.
La valeur mondiale totale du secteur semencier est difficile à évaluer. Elle est estimée à plus de 58 milliards de dollars américains, dont 47 milliards de dollars pour les semences commercialisées.

## Règlementation en France

### Origine
Dès la fin du XIXe siècle, en France, Émile Schribaux en fut l'initiateur.
Au cours du vingtième siècle, une réglementation sur les semences a été mise en place progressivement en France et dans la plupart des pays européens.
- Le décret du 5 décembre 1922 (J.O. du 8 décembre 1922, p. 11167) met en place un « registre des plantes sélectionnées » et un Comité de contrôle des semences chargé, notamment, de l’établissement d’un « catalogue synonymique ». Une variété inscrite est protégée pendant douze ans par l’usage exclusif d’une dénomination officielle[10].

- Le décret du 26 mars 1925, (J.O. du 29 mars 1925, p. 3189-3191) institue un registre des plantes sélectionnées, intitulé « Répression des fraudes dans le commerce des semences de blé ». La notion de répression des fraudes consacre implicitement la semence comme un produit stable et clairement identifiable.

- Le décret du 16 novembre 1932 (abrogé) (J.O. du 19 novembre 1932, p. 12006-12067) institue un « catalogue des espèces et variétés de plantes cultivées et d'un registre des plantes sélectionnées de grande culture ». Ce décret évoque pour la première fois la protection des obtentions. Il note :

« Art.12- la mention « espèce ou variété » inscrite au registre des plantes sélectionnées est la propriété exclusive de l'obtenteur de la nouveauté. Il ne pourra en faire état qu'après l'inscription définitive. Le commerce des semences, tubercules, bulbes, greffons ou boutures d'une plante inscrite est subordonné à l'autorisation expresse de l'obtenteur.»
- Le 11 octobre 1941 est créé le Groupement national interprofessionnel des semences (GNIS), devenu Groupement national interprofessionnel des semences et plants, par la loi no 14194, complétée par la loi no 383 du 2 août 1943, puis sous sa forme actuelle, par décret du gouvernement français, le 18 mai 1962.

- 1961 voit la création par les semenciers professionnels de l'Union pour la protection des obtentions végétales (UPOV).

- Le décret 81-605 du 18 mai 1981, (J.O. du 20 mai 1981) dispose que : « Le ministre de l’agriculture tient un catalogue comportant la liste limitative des variétés ou types variétaux dont les semences et plants peuvent être mis sur le marché sur le territoire national. L’inscription sur le catalogue est subordonnée à la triple condition que la variété soit distincte, stable et suffisamment homogène. » Ce décret est « pris pour l'application de la loi du 1er août 1905 sur les fraudes et falsifications en matière de produits et services, en ce qui concerne le commerce des semences et des plants », et constitue également un décret d'application de la Loi 2011-1843 sur les certificats d'obtention végétales du 8 décembre 2011 (articles concernant les laboratoires d'analyse de la pureté variétale).

### Évolution pour les jardiniers amateurs
La loi n° 2020-699 du 10 juin 2020 (article 10) qui a complété l’article 661-8 du code rural et de la pêche maritime rend possible d’échanger ou de céder à titre gratuit ou onéreux directement des semences et autres matériels de reproduction de variétés du domaine public aux amateurs (utilisateurs finaux non professionnels ne faisant pas un usage professionnel de la variété), par dérogation à la réglementation générale sur les semences. Dans ce cas, l’inscription sur une liste du Catalogue officiel des espèces et variétés cultivées n’est plus obligatoire, en revanche, les normes sanitaires continuent de s’appliquer sur la sélection et la production; mais l’identité variétale ne sera pas garantie.

### Commercialisation en Europe
En Europe, pour pouvoir être commercialisées, les semences de la plupart des espèces cultivées doivent être contrôlées et certifiées.
Par ailleurs, pour la grande majorité des espèces agricoles et potagères la variété d'une semence doit pour être commercialisée être inscrite soit au catalogue officiel des espèces et variétés végétales national, soit au catalogue communautaire (qui est la somme des catalogues des différents pays de l'Union européenne et qui comprenait en 2012 plus de 30 000 variétés autorisées dans l'Union européenne). L'inscription au catalogue nécessite une homologation, payante.
La réglementation européenne repose sur un ensemble directives :
- Directive du Conseil 66/401/CEE du 14 juin 1966 (sur la commercialisation des semences de plantes fourragères) ;
- Directive du Conseil 66/402/CEE du 14 juin 1966 (sur la commercialisation des semences de céréales) ;
- Directive du Conseil 68/193/CEE du 9 avril 1968 (sur la commercialisation des matériels de multiplication végétative de la vigne) ;
- Directive du Conseil 98/56/CE du 20 juillet 1998 (sur la commercialisation des matériels de multiplication des plantes ornementales) ;
- Directive du Conseil 1999/105/CE du 22 décembre 1999 (sur la commercialisation des matériels forestiers de reproduction) ;
- Directive du Conseil 2002/53/CE du 13 juin 2002 (sur le catalogue commun des variétés des espèces de plantes agricoles) ;
- Directive du Conseil 2002/54/CE du 13 juin 2002 (sur la commercialisation des semences de betteraves) ;
- Directive du Conseil 2002/55/CE du 13 juin 2002 (sur la commercialisation des semences de légumes) ;
- Directive du Conseil 2002/56/CE du 13 juin 2002 (sur la commercialisation des plants de pommes de terre) ;
- Directive du Conseil 2002/57/CE du 13 juin 2002 (sur la commercialisation des semences de plantes oléagineuses et à fibres) ;
- Directive du Conseil 2008/72/CE du 15 juillet 2008 (sur la commercialisation des plants de légumes et des matériels de multiplication de légumes autres que les semences) ;
- Directive du Conseil 2008/90/CE du 29 septembre 2008 (sur la commercialisation des matériels de multiplication de plantes fruitières et des plantes fruitières destinées à la production de fruits).

### Discussions en cours en Europe
La législation actuelle vise à apporter des garanties pour l'utilisateur sur la qualité germinative, la pureté spécifique, la pureté variétale, l'état sanitaire, à encadrer la production des semences commerciales.
Certaines organisations contestent, cette législation qui aurait entraîné un appauvrissement des ressources génétiques ainsi que l'impossibilité pour les agriculteurs de mener leur propre sélection. Enfin, cette réglementation, conduirait à sélectionner essentiellement des semences adaptées aux pratiques de l'agriculture industrielle, par exemple en prenant en compte l'aptitude pour les plantes d'assimiler des engrais azotés. Sont en cause les critères retenus d'homogénéité, de stabilité ainsi que les performances agronomiques requises pour l'enregistrement des nouvelles variétés. Ces spécifications techniques ne correspondraient pas aux besoins d'une agriculture moins intensive, l'agriculture biologique par exemple.
En mai 2013, la Commission, dans un document de 147 pages a proposé au Parlement d'harmoniser et simplifier le processus d'inscription au catalogue et les règles de commercialisation des semences (y compris d'origine traditionnelles) avec un double objectif de productivité et de restauration de la diversité végétale dans l'Union européenne. Les variétés traditionnelles et les semences ne répondant pas à la définition d’une variété auront des « règles d’enregistrement allégées ». Les semences traditionnelles seront dispensées d’essai, mais le système actuel d’enregistrement reste maintenu. L'Europe veut ainsi favoriser l'adaptation de l'agriculture et de la forêt (face aux changements climatiques notamment) via « les échanges commerciaux » qui pour les variétés anciennes ou traditionnelles sont souvent restés ou devenus des marchés de niche et de microentreprises qui si elles emploient dix personnes au plus et ont un chiffre d’affaires de moins de 2 millions €/an n'auront pas à enregistrer les variétés qu'elles commercialisent et seront exonérées des redevances d'enregistrement (également diminuées pour les semences traditionnelles). Si le parlement valide ces propositions, elles pourraient être mises en œuvre à partir de 2016 dans les 27 États membres de l'Union européenne. Concernant les graines d'espèces forestières (dont essences sauvages et hybrides artificiels importants pour les sylviculteurs), la commission recommande une approche plus spécifique de prise en compte de la qualité des graines et de leur adaptation génétique aux conditions locales, de manière à mieux respecter et valoriser la biodiversité forestière dont la diversité génétique des arbres fait partie, deux facteurs « essentiels à la gestion durable des forêts ».
En 2017, dans le cadre des états généraux de l'alimentation, un plan de filière semences et plants est proposé par le GNIS.

### Propriété intellectuelle
Dans différents pays et en particulier aux États-Unis, les variétés végétales peuvent être brevetées.
En Europe, le certificat d'obtention végétale (COV) a été conçu pour s’appliquer aux variétés végétales. Ce système vise à protéger le travail de l'obtenteur (principalement les entreprises semencières produisant une variété) tout en maintenant le libre accès à la ressource génétique pour les autres entreprises semencières, et en permettant aux agriculteurs de produire des semences de ferme d'une variété protégée sans demander l'autorisation à l'obtenteur, mais à condition de lui verser une contrepartie.

## Méthodes de production

### Multiplication sexuée
La multiplication sexuée est la première voie de multiplication naturelle des plantes. La graine provient de la fécondation du pollen et de l’ovule présent dans la fleur de la plante. Deux types de reproduction existent :
- cas des plantes qui s'autofécondent, espèces dites autogames (comme le blé, l'orge, le pois, la tomate,...) ; on dit qu’il y a autofécondation[18] ;
- cas des plantes dont la fécondation est croisée, espèces dites allogames (comme le trèfle, la betterave ou le maïs ). Dans ce dernier cas, pour la production de semences de certaines variétés issues de croisements (variétés hybrides F1 notamment), il est nécessaire de prendre des précautions particulières d’isolement afin d’être assuré que la fleur « femelle » soit fécondée par le pollen de la fleur mâle retenue.

De nombreuses espèces (comme le colza) ont des régimes de reproduction intermédiaires, ou dits mixtes (taux d'allofécondation compris entre 10 et 90 %) et les espèces dites autogames ont en général un taux d'allofécondation non nul (0,5 % < t < 10 %).
La production de semences des espèces dont la partie habituellement récoltée n’est pas la graine (feuilles et tiges pour les plantes prairiales, racines, feuilles ou tiges des espèces potagères) nécessite des techniques de productions particulières (il s’agit souvent d’espèces bisannuelles ou pérennes). En agriculture, elle est généralement effectuée dans les champs où sous abris par des agriculteurs multiplicateurs qui passent des contrats avec des entreprises productrices. Les semences, après la récolte sont nettoyées, triées, traitées et conditionnées dans des stations de semences.

### Multiplication végétative
La multiplication végétative est une voie de multiplication présente dans la nature chez de nombreux végétaux. C'est notamment le cas des tubercules (pomme de terre), des bulbes (oignons, tulipes) ou des stolons (fraisiers). Dès l'Antiquité, l'homme l'a étendu à d'autres plantes, notamment la vigne et les arbres fruitiers.
Plus récemment ont été développées des techniques artificielles de multiplication végétative. On exploite la totipotence cellulaire présente chez les végétaux dans le bourgeon apical pour reproduire à l'identique le plant que l'on a sélectionné. Pour les espèces cultivées, on parle de clones. Cette technique a été développée pour les plantes allogames dont la fécondation croisée entraînait un brassage génétique qui accroissait l'hétérogénéité génération après génération.
Différentes techniques de multiplication végétative
- Bouturage ou greffage

Essentiellement pour les plantes ligneuses (arbres, arbustes).
- Vitro plan

La culture in vitro est utilisée aujourd'hui pour la production de certaines plantes ornementales, pour la multiplication de certains palmiers, pour les premières générations de plants de pomme de terre. Elle consiste à cloner de très nombreuses fois les plantes repérées comme intéressantes agronomiquement.
- Semences artificielles

Cette technique n'est pas encore au point aujourd'hui, notamment à cause des problèmes de stabilisation de l'embryon.
Le projet des semences artificielles est de produire des « semences » directement et artificiellement à partir d'une cellule du végétal à multiplier (cloner). On évite ainsi l'étape de la multiplication au champ.
On utilise la totipotence cellulaire en cultivant des cellules d'un explant prélevé sur la plante mère. On met en culture in vitro les cals obtenus, pour en obtenir un très grand nombre. Après une dispersion des cellules on déclenche l'embryogenèse avec un jeu d'hormones végétales. Chaque cellule va se multiplier mais cette fois-ci en donnant un embryon. Reste à le stabiliser et à mettre en place un enrobage nutritif et une protection appropriée qui mime les cotylédons et l'enveloppe des graines naturelles.

## Critères de qualité des semences en France
Suivant la réglementation française, les principaux critères de qualité des semences sont : la pureté spécifique, la pureté variétale, la faculté germinative et l'état sanitaire.

### Pureté spécifique
Il s'agit de mesurer dans les lots la présence de graines de plantes d'autres espèces en général adventices (spécifique = de l'espèce)
1. Prélèvement d'échantillons représentatifs de l'ensemble du lot de semence.
2. Dénombrement et identification des graines d'espèces étrangères (autres espèces cultivées, mauvaises herbes). Cette étape est difficile à réaliser si les graines se ressemblent, par exemple entre le colza et la moutarde.
3. Les résultats sont exprimés en pourcentage du poids des semences pures dans l'espèce indiquée d'un lot concerné. Ils sont comparés avec les normes officielles. Par exemple, on ne doit pas trouver plus de 10 graines étrangères aux 500 g dans le cas des céréales à paille.
4. Refus ou acceptation des lots pour la certification de la semence. Par exemple, le blé de prébase et base doit avoir 99 % de pureté et le blé certifié 98 %. Matériel de départ G 0 → Semence de prébase G1 G2 G3 → Semence de base G 4 → Semence certifiée R 1 → Agriculteur

| Céréales  | prébase et base : | 98 % |
|           | certifiées :      | 93 % |
| Tournesol | certifiées :      | 97 % |
| Maïs      | certifiées :      | 97 % |
| Soja      | certifiées :      | 98 % |

### Pureté variétale

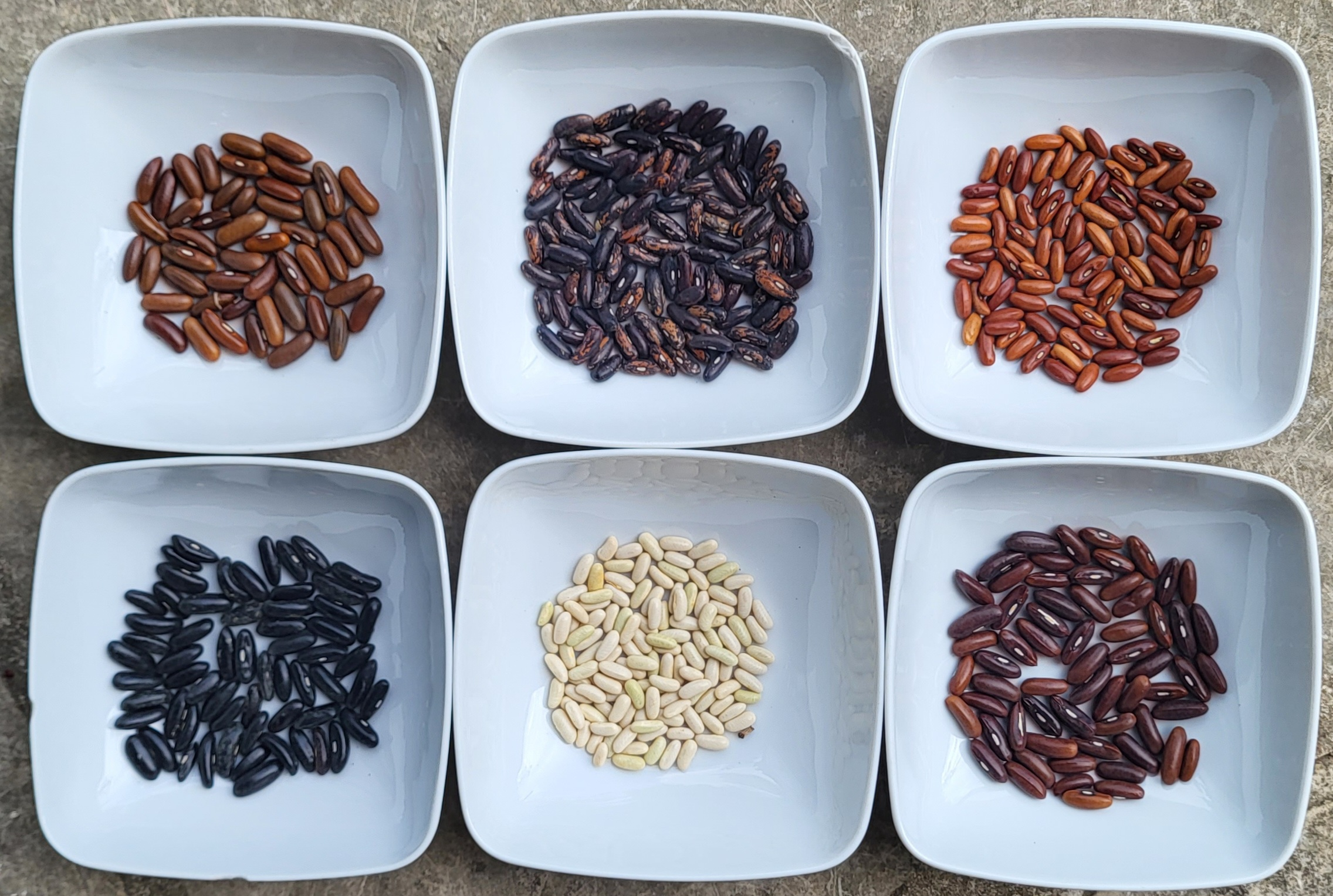
Graines de différentes variétés de haricots (Phaseolus vulgaris) de tailles et de couleurs différentes

Il s'agit de mesurer au sein du lot de graines le taux de graines s'écartant de la plante modèle de la variété. Elle ne peut être réalisée en observant directement les semences au moins dans les cas où il n'y a pas de différences phénotypiques (d'aspect) entre les graines. On peut la mesurer en observant les résultats d'un semis au bout d'un an, en regardant dans le champ à l'épiaison (moment où l'épi se forme) ou à la floraison, en observant à la fois le port de la plante et son épi ou son inflorescence ou encore en effectuant l'électrophorèse des gliadines (protéines de réserve de la graine) pour une plante comme le blé.
| Céréales  | prébase :    | 99,9 % |
|           | certifiées : | 99,7 % |
| Tournesol | prébase :    | 99 %   |
|           | certifiées : | 95 %   |
| Soja      | prébase :    | 97 %   |
|           | certifiées : | 95 %   |

### Faculté germinative
C'est le nombre de germes viables obtenus dans un délai de n jours (différent selon les espèces) et dans des conditions de température et d'hygrométrie optimales. Un germe est considéré comme viable si la graine a germé et que son phénotype correspond à une certaine norme. Pour les semences forestières, le test au tétrazolium permet de savoir si la semence est vivante sans avoir à attendre qu'elle germe.
| Céréales  | 85 % à 8 jours  |
| Betterave | 90 % à 7 jours  |
| Maïs      | 80 % à 14 jours |

### État sanitaire
Les graines doivent être saines.
Un « passeport phytosanitaire » est exigé pour empêcher la diffusion de certains agents pathogènes spécifiques à différentes espèces (tournesol, luzerne, haricot, tomate…).
La plupart des semences de grande culture commercialisées sont traitées contre les principales maladies transmissibles par les semences et pour les protéger contre différents parasites au cours de la période d'installation.

#### Sites officiels
- Groupement national interprofessionnel des semences et plants (GNIS)
- GEVES et CTPS (Groupe d'étude et de contrôle des variétés et des semences et Comité technique permanent de la sélection des plantes cultivées)
- Office communautaire des variétés végétales (OCVV)
- Réglementation des semences. Principaux textes réglementaires.
- La filière semencière française : état des lieux et perspectives Rapport n° 612 (2014-2015) de M. Bruno SIDO, fait au nom de l'Office parlementaire d'évaluation des choix scientifiques et technologiques sur le site du Sénat

#### Sites d’organisations/associations privées
- Fédération nationale des agriculteurs multiplicateurs de semences (Fnams)
- Semencemag.fr Magazine en ligne édité par le GNIS pour découvrir l'impact de la recherche en amélioration des plantes sur notre vie quotidienne.
- Site de l'Union française des semenciers Syndicat regroupant une partie des obtenteurs français.
- Coordination nationale pour la défense des semences fermières (CNDSF) Association de syndicats agricoles et organisations agricoles luttant pour sauvegarder la pratique de la reproduction fermière.
- Réseau Semences paysannes Réseau d'organisations paysannes œuvrant à la préservation de la biodiversité.
- (en) Site de la Fédération internationale des semences (ISF)
- (en) Site de l'Association européenne des semences (ESA)